# Шадерка

Шадерка, Трошиха — река в России, протекает в Уренском районе Нижегородской области. Устье реки находится в 85 км по левому берегу реки Уста. Длина реки составляет 15 км, площадь водосборного бассейна 28,3 км².
Река вытекает из небольшого пруда на западной окраине села Семеново в 15 к юго-западу от города Урень. Течёт сначала на северо-запад, затем на юго-запад по ненаселённому лесу.

## Данные водного реестра
По данным государственного водного реестра России, относится к Верхневолжскому бассейновому округу, водохозяйственный участок реки — Ветлуга от города Ветлуга и до устья, речной подбассейн реки — Волга от впадения Оки до Куйбышевского водохранилища (без бассейна Суры). Речной бассейн реки — Верхняя Волга до Куйбышевского водохранилища (без бассейна Оки).
По данным геоинформационной системы водохозяйственного районирования территории РФ, подготовленной Федеральным агентством водных ресурсов:
- Код водного объекта в государственном водном реестре — 08010400212110000043380
- Код по гидрологической изученности (ГИ) — 110004338
- Код бассейна — 08.01.04.002
- Номер тома по ГИ — 10
- Выпуск по ГИ — 0